# Абгарович (герб)
Абгарович (арм. Աբգարովիչ, пол. Abgarowicz) — шляхетский герб валахского происхождения.

## История
Армянский род Абгаровичи получил рыцарство в Валахии. В 1670 году Абгаровичи поселились в Русском воеводстве возле Станиславова.
Герб Абгарович использовали 3 шляхетских рода: Абгаровичи, Вартановичи, Захаряшевичи.

## Описание
На красном поле изображён сидящий на скачущей лошади армянский воин с копьём в правой руке. Над гербом изображена шляхетская корона.

## Известные представители
- Абгарович, Каетан (1856—1909) — польский писатель;
- Абгарович, Лукаш (род. 1949) — польский политик.